# 42アロイ
42アロイ（42Alloy）は鉄にニッケルを配合した合金である。常温付近での熱膨張率が金属のなかで低く、硬質ガラスやセラミックスに近い事から、ガラス封着される電子部品の電極材（リード）に用いられたり、ICリードフレームに用いられる。成分の例は重量%でニッケル42%、鉄57%で、微量の銅、マンガンが添加されることもある。
封着作業においては、硼珪酸ガラスが使用される。酸化膜剥離のおそれがあるので予備酸化は行われない。
高周波や電気炉等による加熱で温度を1000〜1200℃にして封着する。この際、還元炎による加熱は行ってはいけない。また、過剰焼鈍すると結晶粒の粗大化により、メッキ作業の際にトラブルの原因となる。
一方でガラスエポキシ基板との間では熱膨張率の差が比較的大きいため、はんだ接合部に応力が集中してクラックや剥離が生じる場合があるため注意が必要である。
|              | 物理的特性(代表値)       |
| ------------ | ------------------------ |
| 密度 / g cm3 | 8.15                     |
| 融点         | 1430℃                    |
| 電気比抵抗   | 0.635μΩ･m 20℃            |
| 熱伝導       | 14.6 W/(m*K)             |
| 熱膨張係数   | 30〜330℃ 45〜65 * 10-7/℃ |
| 磁気変態点   | 330℃                     |